# 法屬西非
法屬西非（法語：Afrique occidentale française，缩写为）指的是法國在西非的一大片殖民地，面積達468.9萬平方公里。包括了現在的毛里塔尼亞、塞內加爾、尼日爾、法屬蘇丹（今馬里）、法属几内亚（今幾內亞）、科特迪瓦、上伏塔（今布基納法索）和達荷美（今貝寧）。成立于1895年。當時的成員包括了塞內加爾、法屬蘇丹、法屬幾內亞和科特迪瓦。1958年解體。在1902年以前，它的首都是聖路易（塞內加爾），之後改至達喀爾（塞內加爾）。
另一個類似的殖民地法屬赤道非洲於1902年成立於非洲中部。

## 歷史
法蘭西殖民帝國在非洲爭奪當中取得了大量的領土，這些地區一開始或者成為塞內加爾殖民地的一部分或者是各別的獨立實體，由軍方進行統治，被稱為「軍管領土」（Military Territories）。1890年代後期，法國政府開始直接統治這些新得領土，並將加彭以西的領土轉由在塞內加爾的單一總督所管轄，直接對法國的海外事務部負責。第一位塞內加爾總督让·巴蒂斯特在1895年六月16日被任命，而這片領土在1904年正式被命名為「法屬西非」（AOF），初設時下轄塞內加爾、法屬蘇丹、法屬幾內亞、象牙海岸共四個行政區域（茅利塔尼亞和尼日尔地區先後於1920年代及1940年代加入）。加彭等地在稍後則成為法屬赤道非洲（AEF）的一部分。
法國第四共和國政府在二戰後逐漸開放其殖民地的政治權利。1946年「拉明蓋依法」（loi Lamine Guèye）賦與非洲殖民地本地人有限的公民權。1956年的「框架法」（Loi Cadre）建立了僅有諮議權的普選議會。法蘭西殖民帝國被轉換為「法蘭西聯盟」（French Union），1958年的第五共和憲法則再次將之轉換為「法蘭西共同體」（French Community），每一個殖民地都被轉換成保護國（Protectorate），擁有具諮議權的國民會議（National Assembly）；被法國任命的總督改稱為「高級專員」（High Commissioner），是保護國的國家元首。國民議會則有權指名一名非洲人為對國家元首有建議權的政府首長。
1958年的公民投票批准了法蘭西聯盟，但幾內亞的公投以壓倒性的比數決定幾內亞獨立。1960年，由於法國在法越戰爭的失利以及阿爾及利亞的緊張局勢，法國憲法的修正同意殖民單方面地更改他們的憲法，於是西非的許多新國家便誕生了。

## 外部連結
- 法屬西非擴張的地圖 Archived 2012-07-03 at WebCite